# Inter Turín
Internazionale Torino (česky: Inter Turín) byl italský fotbalový klub, sídlící ve městě Turín. Byl jedním z nejstarších fotbalových klubů v zemi. Byl založen v roce 1891 po sloučení Turín FCC a Nobili Turín. 
Mezi zakladatele patřil i Herbert Kilpin, průkopník fotbalu v Itálii, který později založil AC Milán. První dresy granátové barvy byly inspirovány barvami klubu Sheffield FC.
Jeden z prvních přátelských zápasů italského fotbalu, řádně zaznamenaný, odehrál tým složený z hráčů Interu Turín a FC Torinese proti Janovu 6. ledna 1898 na janovském hřišti Ponte Carrega. Turínský tým vyhrál 1:0 a hrálo se před 212 diváky za čistou inkasu 284 lir a 50 centů. Později se rozjel první oficiální turnaj – Italské fotbalové mistrovství, který klub hrál a došel do finále, kde prohrál s Janovem 1:2 v prodl.. V dalším roce s Janovem opět prohrál ve finále 1:3.
V roce 1900 se klub musel kvůli finanční krizi spojit s jiným klubem z Turína – FC Torinese.